# Kanton Les Abymes-3
Kanton Les Abymes-3 (francouzsky Canton des Abymes-3) je francouzský kanton v departementu Guadeloupe v regionu Guadeloupe. Tvoří ho části obcí Les Abymes a Le Gosier.